# Hudajužna
Hudajužna este o localitate din comuna Tolmin, Slovenia, cu o populație de 119 locuitori.